# Maisonneuve
Maisonneuve è un comune francese di 304 abitanti nel dipartimento della Vienne, regione della Nuova Aquitania.

## Società

### Evoluzione demografica
Abitanti censiti